# Expoziția Universală de la Paris din 1867
Expoziția Universală 1867 a fost deschisă în Paris, Franța, în 1867. 

## Pavilionul României
În anul 1867 a avut loc Expoziția Internațională de la Paris, expoziție la care România a avut un pavilion special condus de comisarul român Alexandru Odobescu. Pavilionul românesc a fost amenajat de arhitectul francez Alfred Baudry, designul reproducând Biserica Stavropoleos din București. Acest fapt s-a produs datorită apropierii pe care Baudry o avea pentru România deoarece a vizitat Bucureștiul pentru câteva luni de zile în anul 1866 și 1867. În acei ani, el a făcut niște studii despre vestigiile ocupației romane și a cercetat monumentele medievale din România. A făcut după ele și schițe cu care a participat ulteror la diferite expoziții de la Paris.
La expoziția din 1867, operele din domeniul picturii nu făceau parte din pavilioanele ce aparțineau țărilor participante, ci erau expuse într-un pavilion dedicat artelor. În pavilionul României au fost expuse obiecte cu carcater arheologic, așa cum au fost: argintărie veche adunată de prin mănăstirile din România, miniaturile după monumente vechi și acuarelele lui Henric Trenk, manuscrise, broderii, colecțiile de antichități ale lui Dimitrie Papazoglu și Cezar Bolliac și Cloșca cu pui din Tezaurul de la Pietroasele.
În domeniul sculpturii a fost prezentată o Țărancă realizată de Focșanăr. Au mai fost expuse câteva releveuri de la Biserica Trei Ierarhi și o reducție în lemn a bisericii episcopale din Argeș realizată de Karl Storck. Aceasta din urmă a ajuns în final la Pinacoteca statului în vechiul edificiu al Universității. La capitolul pictură au participat:
- Nicolae Grigorescu cu șapte picturi: Lavandières, Bandes de tziganes compées dans la steppe de Roumanie, Chasseur dans les bois, Huttes de tziganes en Roumanie, Un gamin, Tête de jeune fille, Fruits.[3]
- Carol Popp de Szathmári cu câteva acuarele.[3]
- Gheorghe Tattarescu cu Deșteptarea României.[3]
- Mișu Popp cu mediocrul portret al lui Radu Anghel haiducul.[3]
- Theodor Aman nu a participat.[3]
- alți artiști plastici necunoscuți, așa cum era tânărul Verussi.[3]

## Imagini

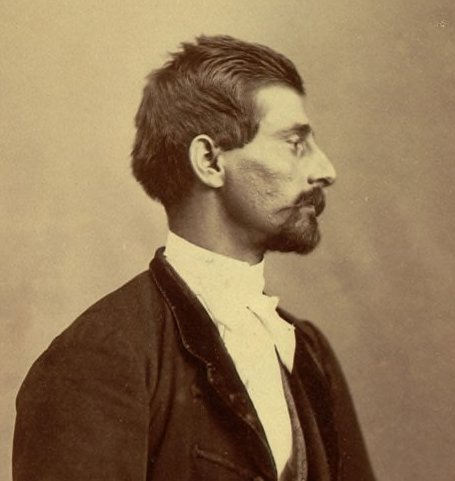
Muzicianul Josef Kozák din Zalău la Expoziția Universală 1867